# Micah Wilkinson
Micah Wilkinson (n. 6 februarie 1996, Hamilton⁠(d), Noua Zeelandă) este un marinar ce a reprezentat Noua Zeelandă, medaliat olimpic. A participat la 2 ediții ale Jocurilor Olimpice (2020, 2024) în care a câștigat 1 medalie de bronz.